# Château de Palmse
Le château de Palmse (en allemand : Gutshaus Palms, en estonien: Palmse mõis), est un petit château baroque situé en Estonie à 80 kilomètres à l’est de Tallinn. Il appartint à la famille von der Pahlen jusqu’à ce qu’elle le perde par expropriation en 1923.

## Historique
Le domaine de Palmse appartenait du XIIIe siècle, jusqu’à la réforme luthérienne du XVIe siècle qui sécularisa les biens d’Église, aux religieuses de l’abbaye Saint-Michel de Reval (devenu Tallinn). Plusieurs propriétaires se succèdent, jusqu’à ce que les barons von der Pahlen, puissante famille germano-balte, l’achètent en 1624. Ils aménagent un vaste domaine agricole et à la fin du XVIIe siècle font construire un petit château, réaménagé entre 1782 et 1785 et qui prend sa forme définitive au XIXe siècle. Il est entouré d'un parc à la française transformé au début du XIXe siècle en parc à l’anglaise de 18 hectares.
La famille von der Pahlen, qui avait donné de nombreux officiers à l’Armée impériale russe, est expropriée en 1923, après la création fin 1918 de la république estonienne. Le château est alors donné à la ligue de défense estonienne (Kaitseliit), ce qui évite la destruction du château. Il est aussi conservé à l’époque de la République socialiste soviétique d’Estonie, mais la grande restauration du château n’intervient qu’après 1991 à la chute de l’URSS, ainsi que les anciennes écuries, l’orangerie, et les anciennes brasseries.
Le domaine est toujours nationalisé, mais le château est ouvert au public comme musée présentant les souvenirs et les meubles de la famille von der Pahlen, pendant que les anciennes brasseries devraient être le cadre d’un hôtel-restaurant. Le château se trouve dans le territoire du parc national de Lahemaa, ainsi que le château de Saggad.

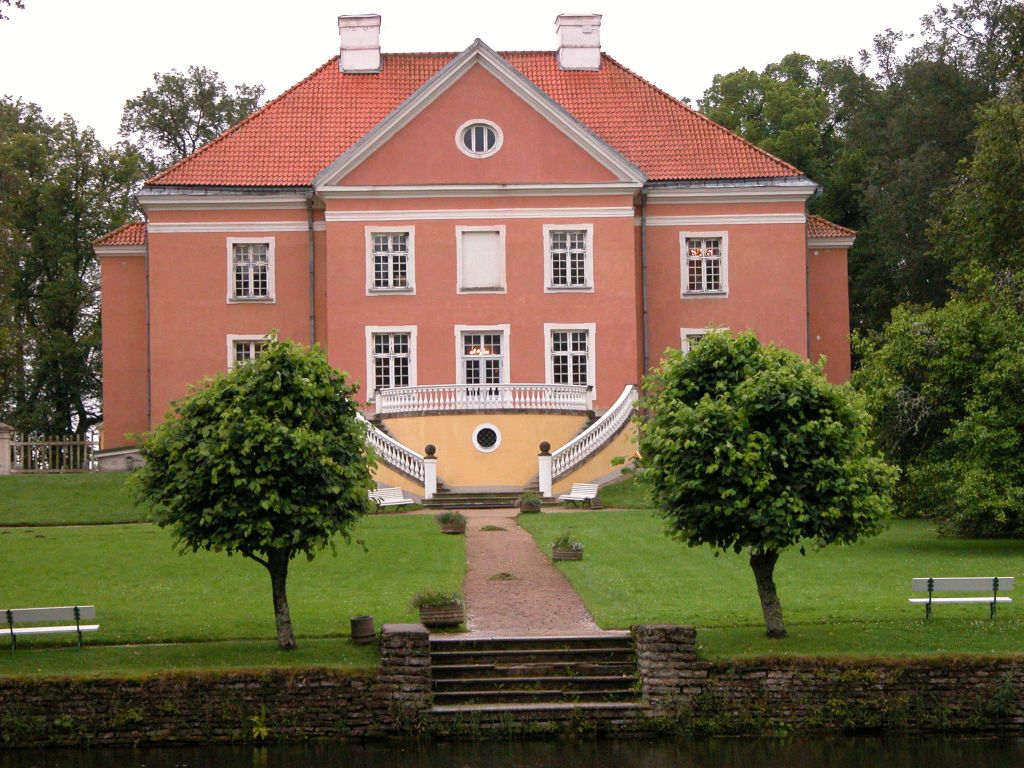
Façade arrière, en 2004
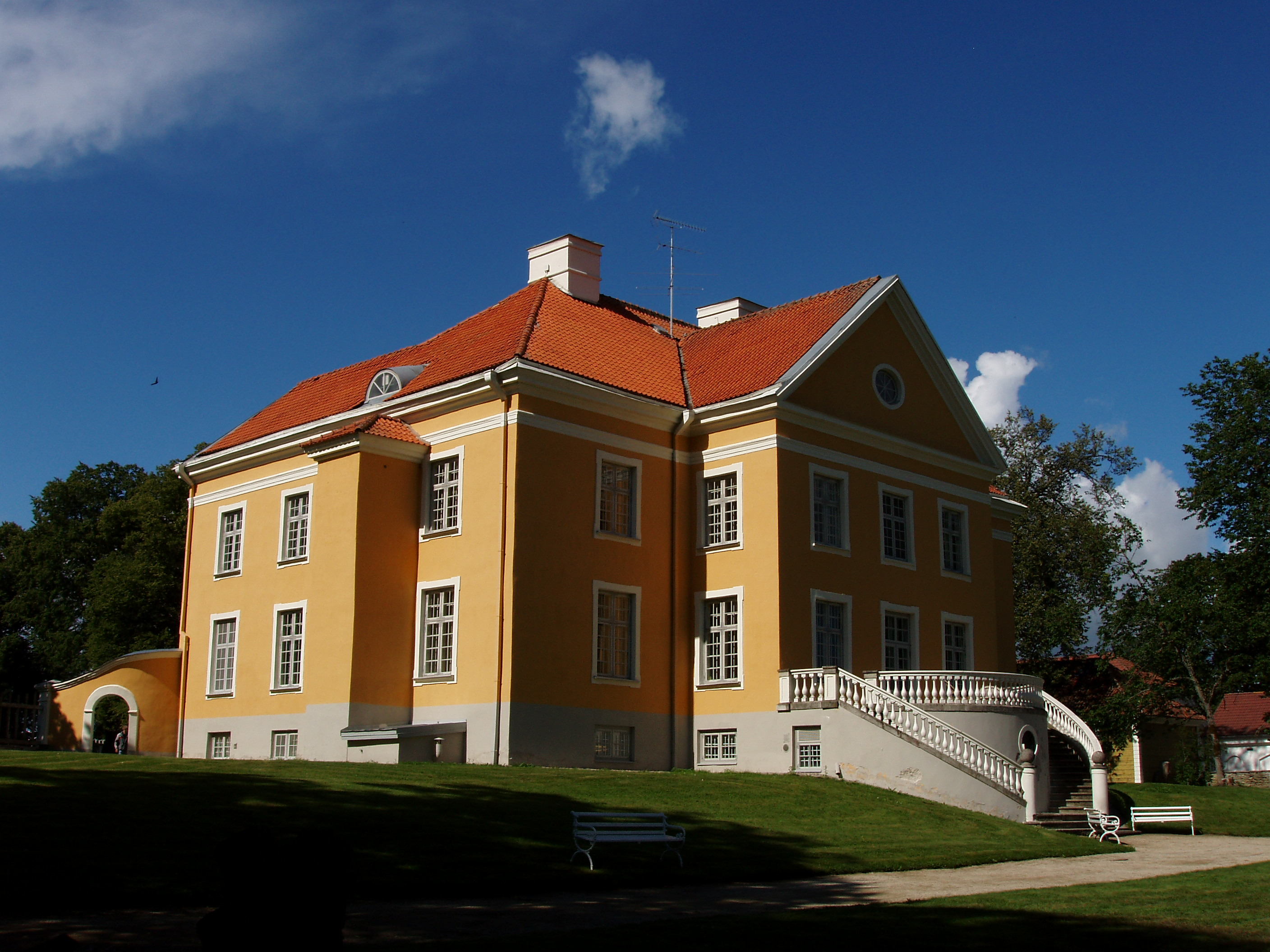
Vue de côté, en 2007
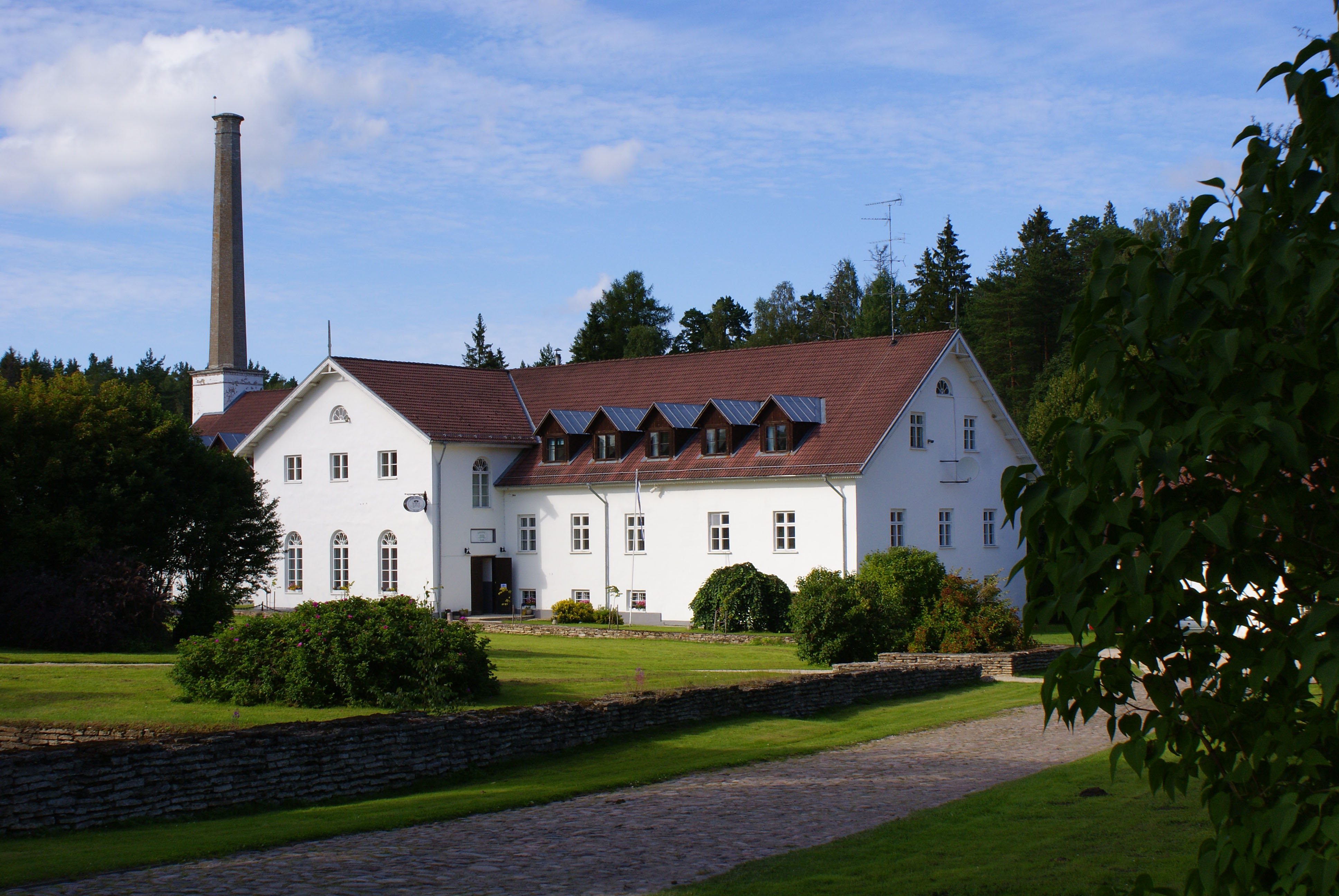
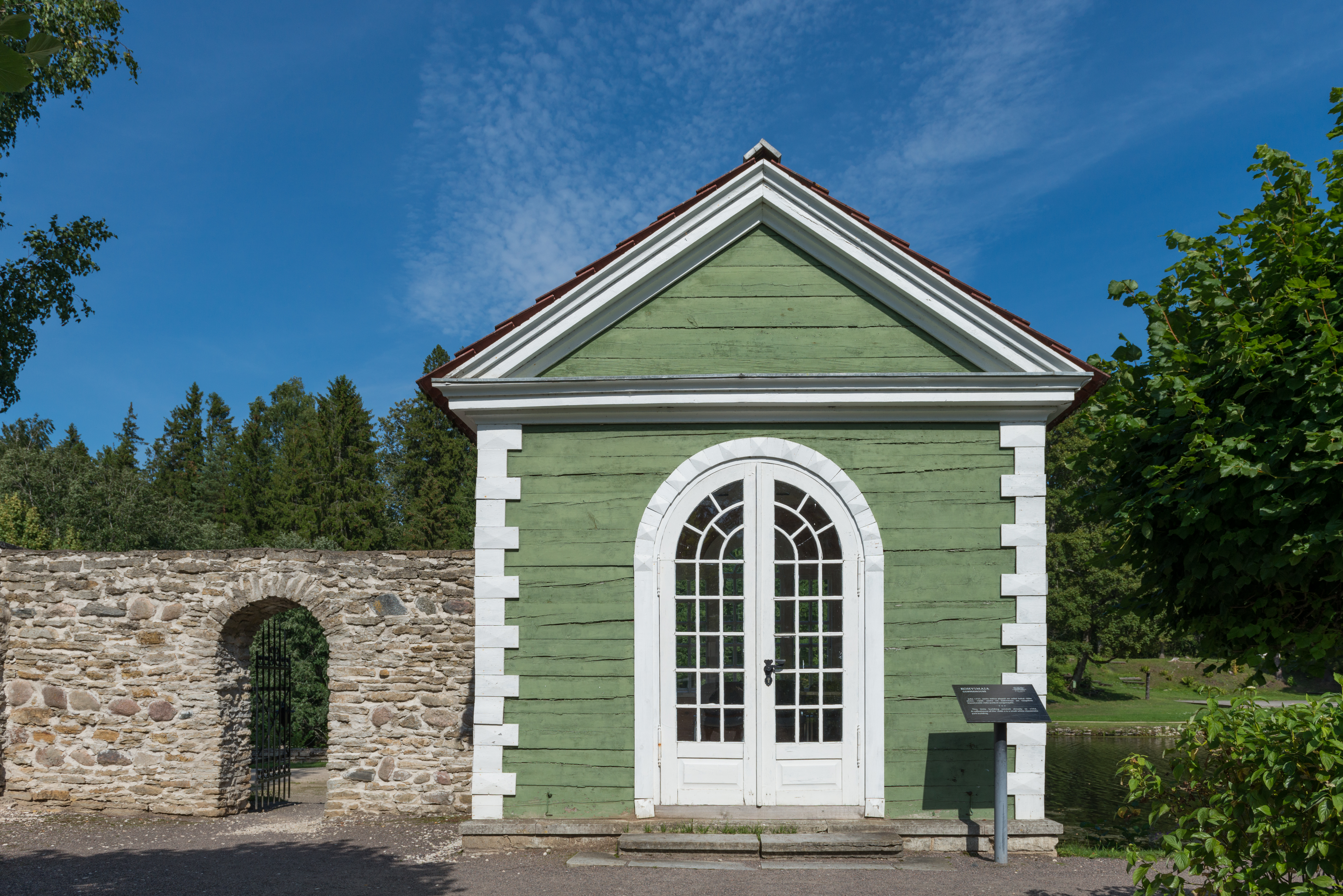
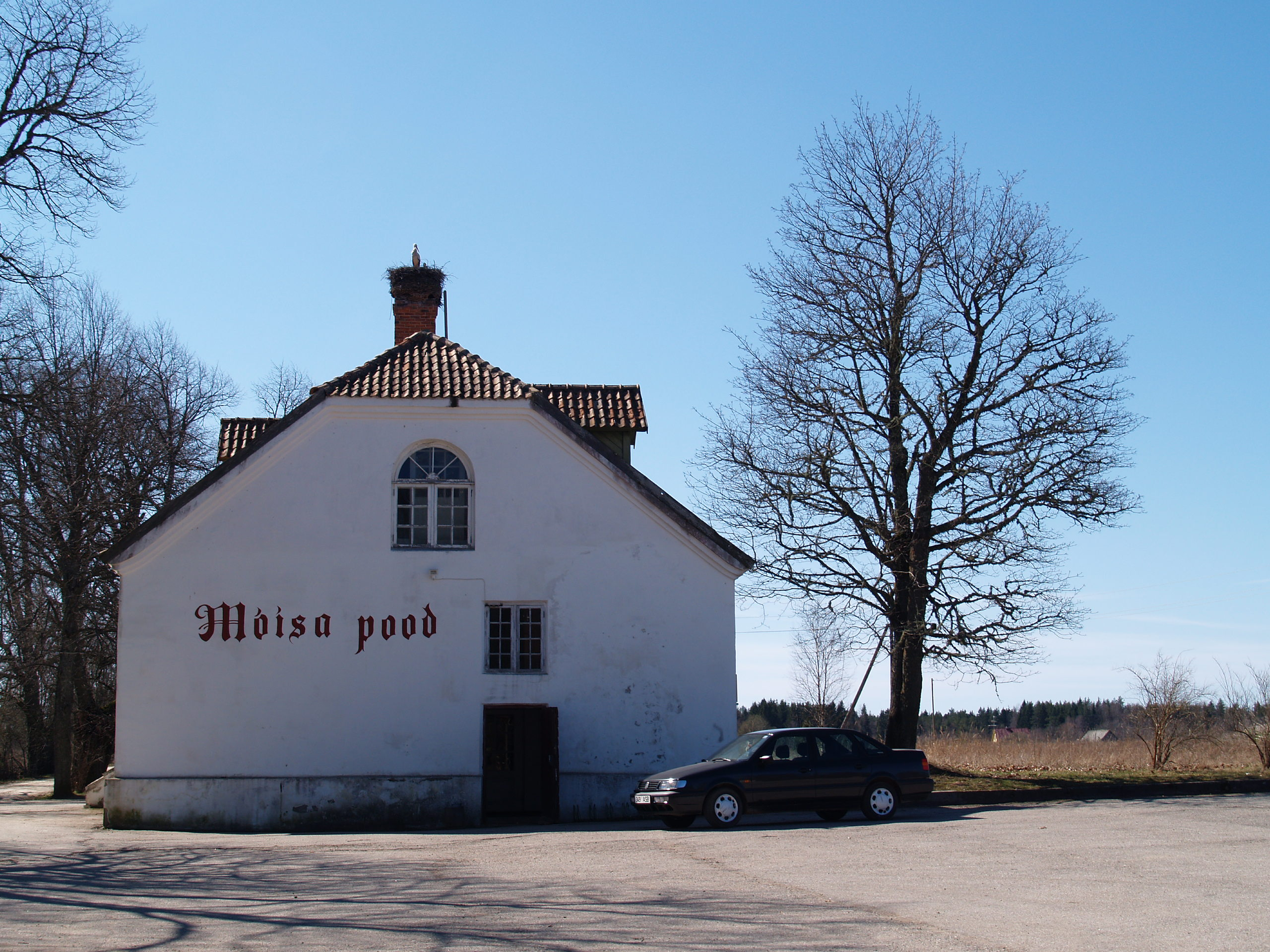
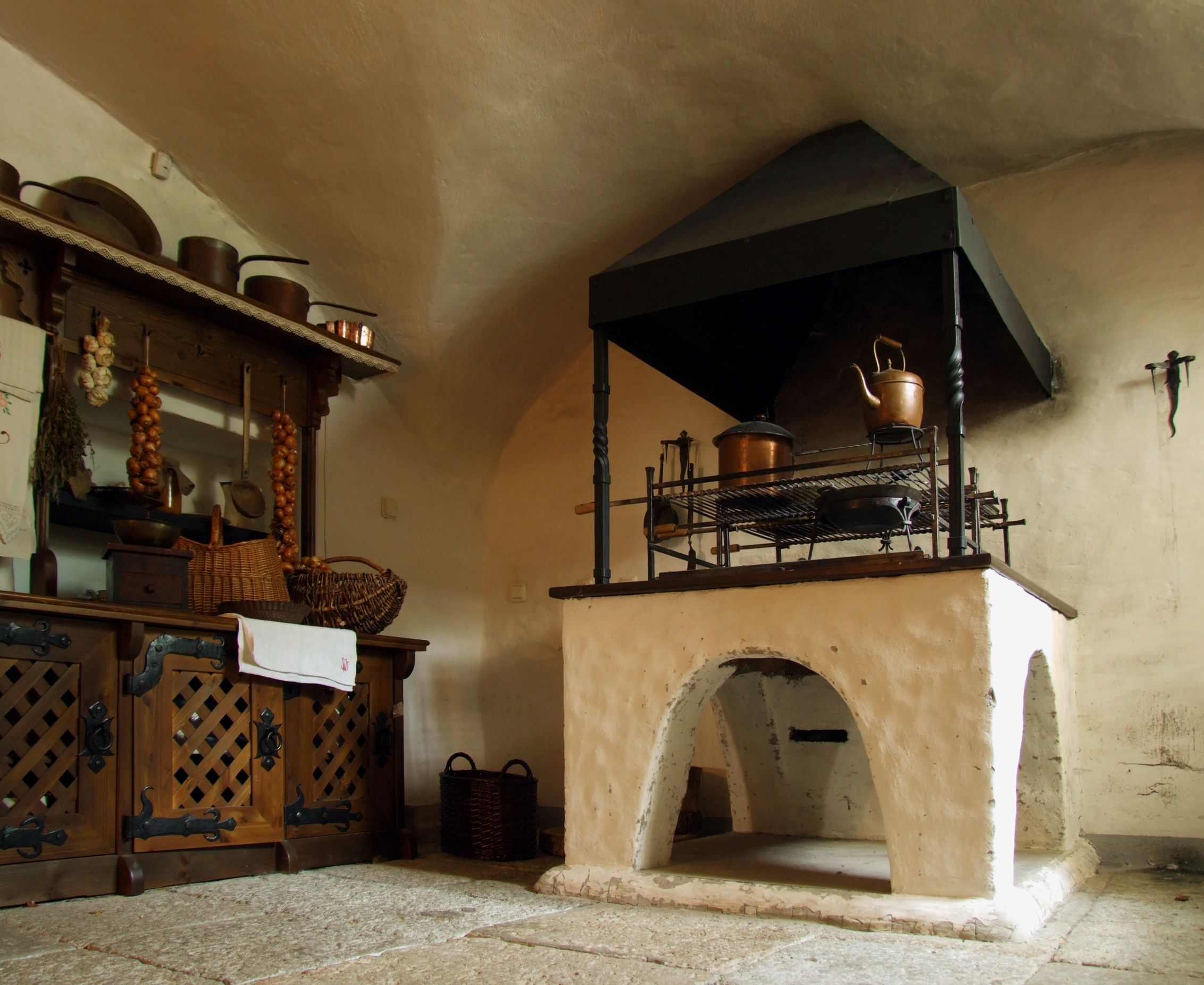
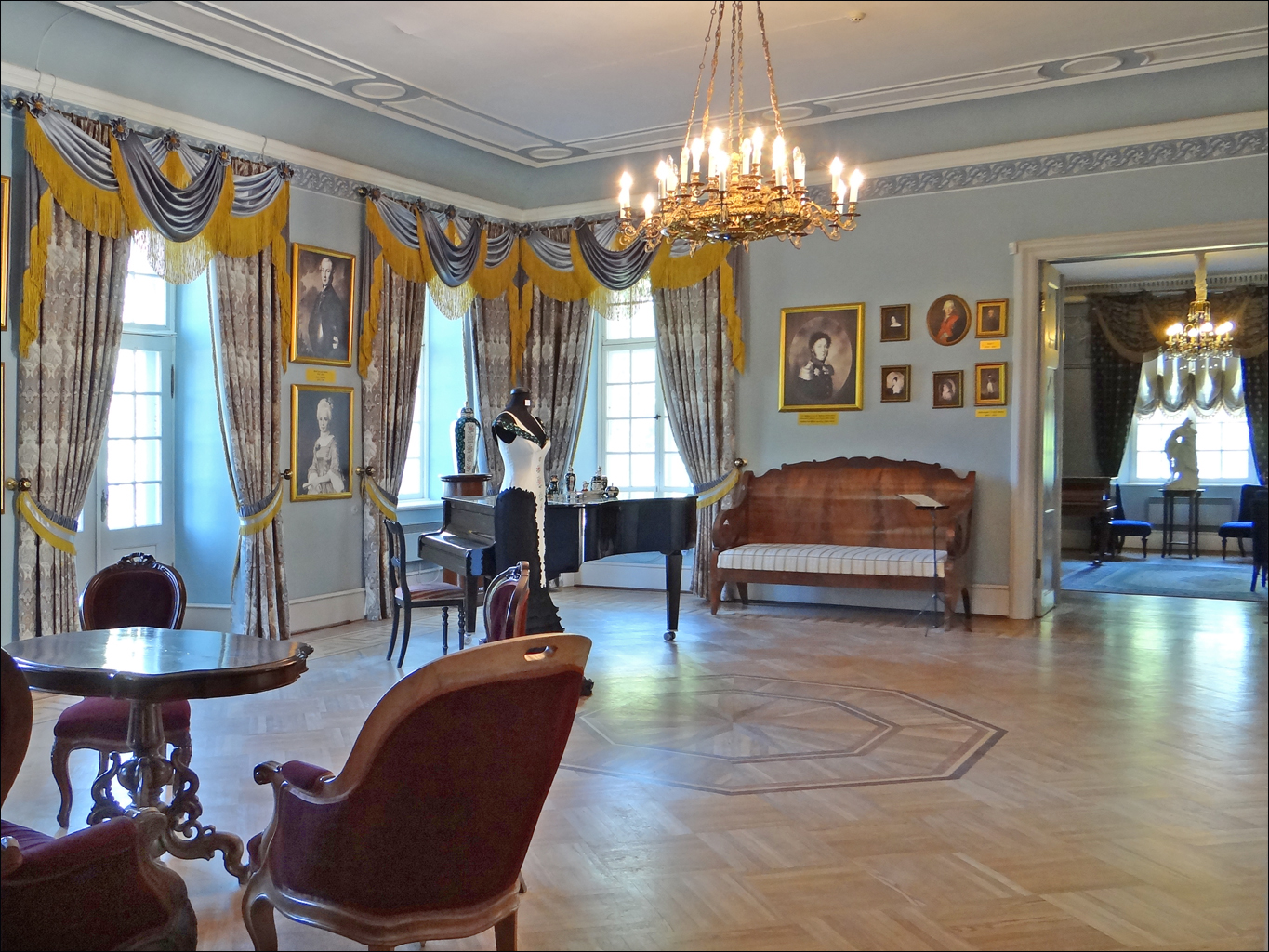
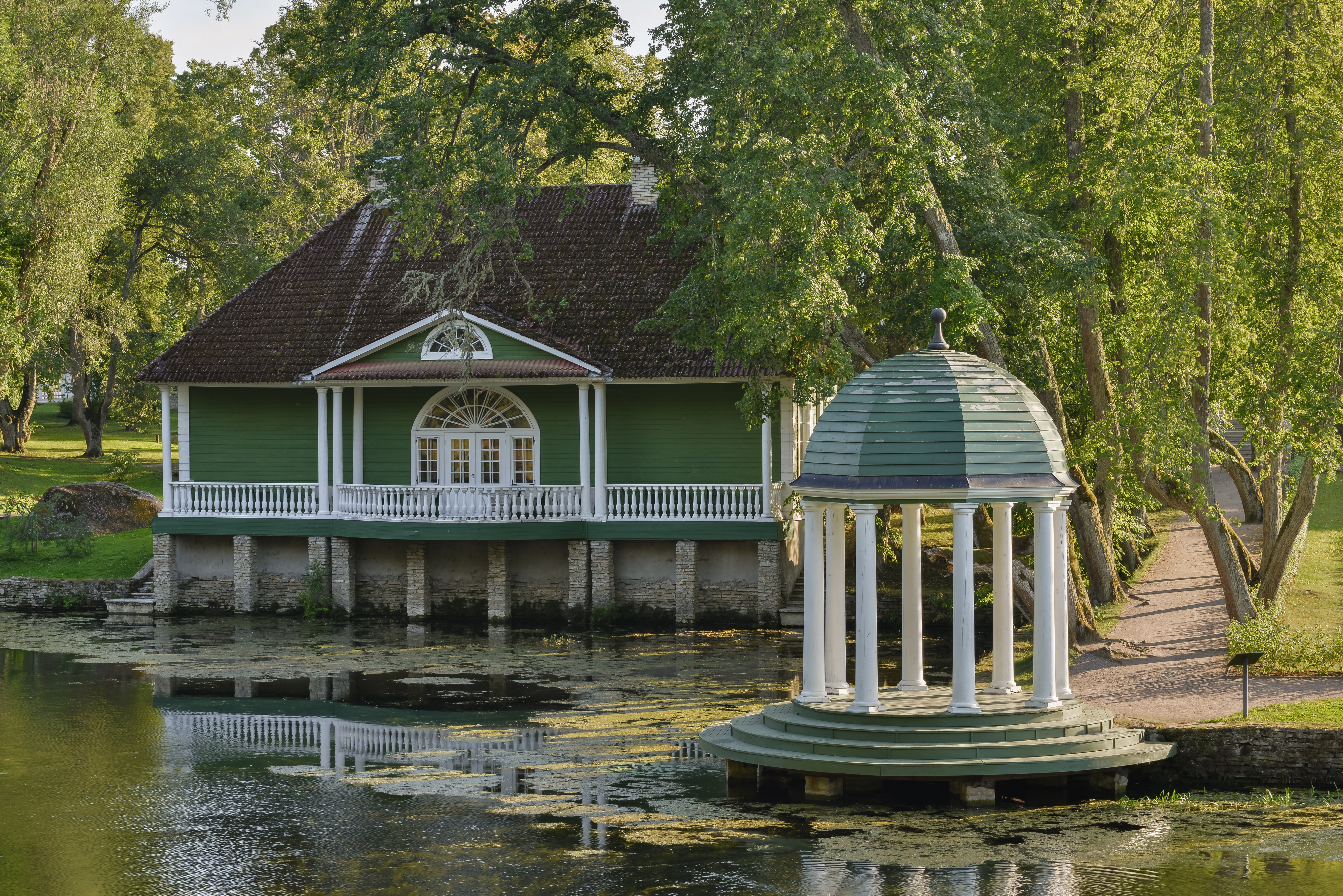
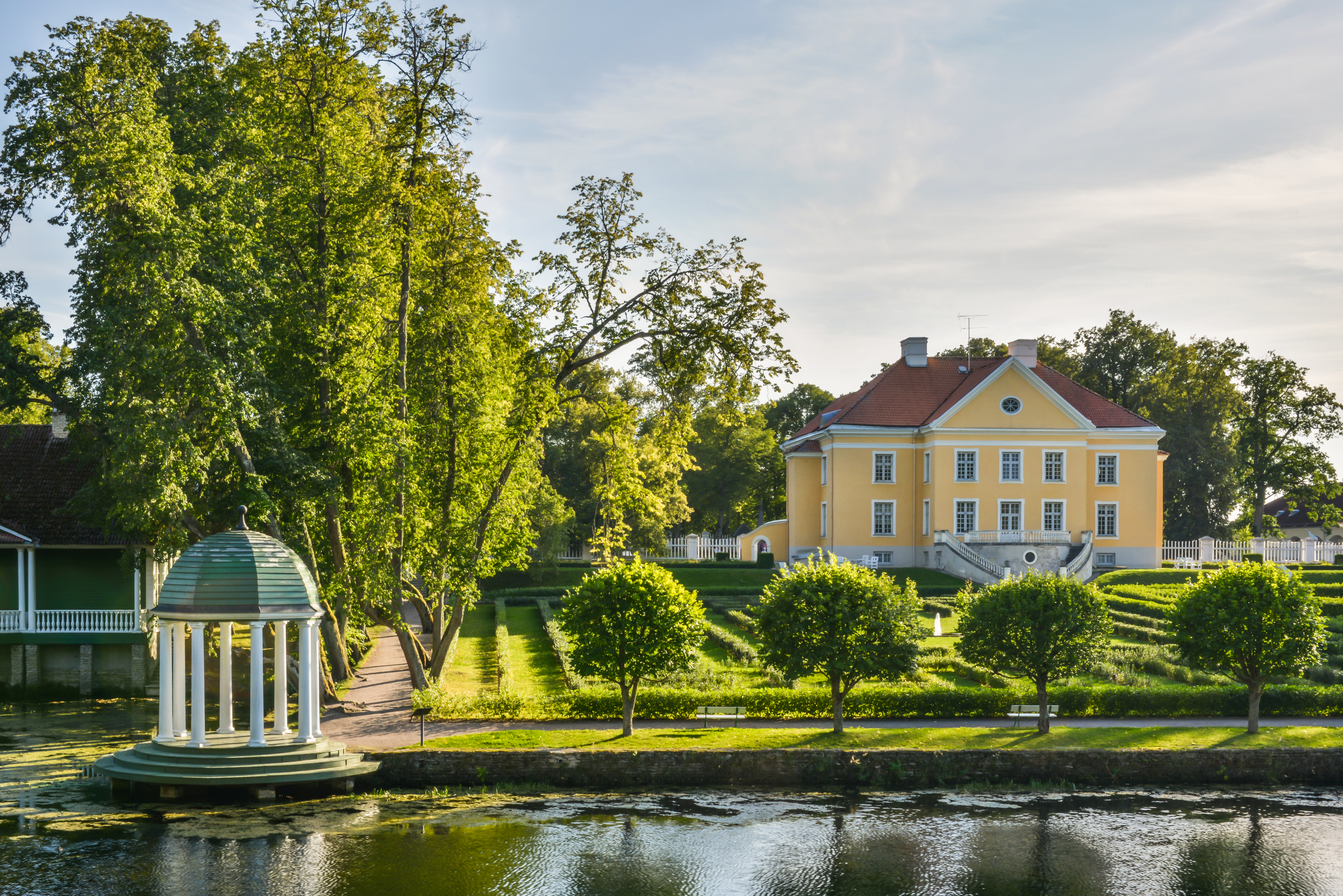

## Source
- (de) Cet article est partiellement ou en totalité issu de l’article de Wikipédia en allemand intitulé « Palmse » (voir la liste des auteurs).